# Earthling Tour
Die Earthling Tour war eine weltweite Konzerttournee des britischen Singer-Songwriters David Bowie, die er zur Unterstützung seines 1997 veröffentlichten und namensgebenden Studioalbums Earthling absolvierte.

## Hintergrund
David Bowie und seine Band begannen im April 1997 mit den Proben für die Tour und gingen zu dem Zeitpunkt davon aus, dass die Tour bis zum Ende des Jahres dauern würde. In einem Presseinterview im Februar desselben Jahres bezeichnete Bowie sie als „wirklich umfangreiche, lange, lange Tour“, obwohl sie ironischerweise weniger Konzerte beinhaltete als seine beiden vorherigen Tourneen Sound+Vision Tour (1990) und Outside World Tour (1995). Während der Proben für die Tour nahm Bowie aktualisierte Studioversionen einiger seiner älteren Songs auf, darunter The Man Who Sold the World und Stay. Diese aktualisierten Versionen wurden auch während der Tour gespielt, wurden jedoch erst posthum im Jahr 2020 als Teil der EP Is It Any Wonder? offiziell veröffentlicht.
Das ursprüngliche Konzept sah vor, die Konzerte in zwei Teilen aufzuführen: zuerst ein normales Set und im zweiten Teil ein tanzorientierteres Set, das wie sein aktuelles Album Earthling von aktuellen musikalischen Stilrichtungen wie Drum and Bass beeinflusst war. Diese Idee wurde jedoch aufgrund der Abneigung von Kritikern und Publikum gegenüber dem Album wieder verworfen. Bowies damaliger Tour-Gitarrist Reeves Gabrels erinnerte sich: „Er [Bowie] hasste es, Dinge genauso zu spielen wie auf der Platte. Er wollte, dass wir die Songs in die Kleidung kleiden, die wir jetzt tragen.“
Die Earthling Tour begann schließlich am 2. Juni 1997 in London und endete am 7. November des gleichen Jahres in Buenos Aires. Sie beinhaltete 82 Konzerte in Europa, Nordamerika und Südamerika.

## Liveaufnahmen
Während des europäischen Teils der Tournee entstanden Aufnahmen für ein geplantes Livealbum, dessen Veröffentlichung jedoch von Bowies damaligem Label Virgin Records verhindert wurde. Die Veröffentlichung wurde schließlich 1999, wenn auch mit einer anderen Titelliste als ursprünglich vorgesehen, über Bowies Website unter dem Titel LiveAndWell.com in limitierter Auflage zur Verfügung gestellt.

## Setlist

### Beispiel-Setlist
- Quicksand
- All the Young Dudes
- The Jean Genie
- Dead Man Walking
- The Man Who Sold the World
- I’m Afraid of Americans
- Fashion
- Battle for Britain (The Letter)
- Seven Years in Tibet
- Fame
- Looking for Satellites
- Telling Lies
- Under Pressure
- Scary Monsters (And Super Creeps)
- Hallo Spaceboy
- Little Wonder
- “Heroes”
- White Light/White Heat
- O Superman
- Stay
- Moonage Daydream

## Tourdaten
| Nr.                 | Datum              | Stadt               | Land               | Veranstaltungsort                     | Anmerkungen                  |
| Leg 1 – Europa      | Leg 1 – Europa     | Leg 1 – Europa      | Leg 1 – Europa     | Leg 1 – Europa                        | Leg 1 – Europa               |
| ------------------- | ------------------ | ------------------- | ------------------ | ------------------------------------- | ---------------------------- |
| 1                   | 2. Juni 1997       | London              | England            | Hanover Grand                         |                              |
| 2                   | 3. Juni 1997       | London              | England            | Hanover Grand                         |                              |
| 3                   | 5. Juni 1997       | Hamburg             | Deutschland        | Große Freiheit 36                     |                              |
| 4                   | 7. Juni 1997       | Lübeck              | Deutschland        | Flughafen Lübeck-Blankensee           | Go Bang! Festival            |
| 5                   | 8. Juni 1997       | Offenbach am Main   | Deutschland        | Stadion am Bieberer Berg              | Go Bang! Festival            |
| 6                   | 10. Juni 1997      | Amsterdam           | Niederlande        | Paradiso                              |                              |
| 7                   | 11. Juni 1997      | Utrecht             | Niederlande        | Muziekcentrum Vredenburg              |                              |
| 8                   | 13. Juni 1997      | Dortmund            | Deutschland        | Westfalenhalle                        |                              |
| 9                   | 14. Juni 1997      | Paris               | Frankreich         | Parc des Princes                      | Rock á Paris                 |
| 10                  | 16. Juni 1997      | Rezé                | Frankreich         | La Trocardière                        |                              |
| 11                  | 17. Juni 1997      | Talence             | Frankreich         | Espace Médoquine                      |                              |
| 12                  | 19. Juni 1997      | Clermont-Ferrand    | Frankreich         | Maison des Sports                     |                              |
| 13                  | 21. Juni 1997      | Leipzig             | Deutschland        | Agra-Halle                            | Go Bang! Festival            |
| 14                  | 22. Juni 1997      | Neubiberg           | Deutschland        | Fliegerhorst Neubiberg                | Go Bang! Festival            |
| 15                  | 24. Juni 1997      | Wien                | Osterreich         | Sommer Arena                          |                              |
| 16                  | 25. Juni 1997      | Prag                | Tschechien         | Kongresové centrum                    |                              |
| 17                  | 28. Juni 1997      | Kalvøya             | Norwegen           | Festivalplassen                       | Kalvøyafestivalen            |
| 18                  | 29. Juni 1997      | Turku               | Finnland           | Ruissalo                              | Ruisrock                     |
| 19                  | 1. Juli 1997       | Zagreb              | Kroatien           | Dom Sportova                          |                              |
| 20                  | 2. Juli 1997       | Pistoia             | Italien            | Piazza Duomo                          | Pistoia Blues Festival       |
| 21                  | 4. Juli 1997       | Torhout             | Belgien            | Achiel Eeckloo Rockweide              | Rock Torhout                 |
| 22                  | 5. Juli 1997       | Werchter            | Belgien            | Festivalweide                         | Rock Werchter                |
| 23                  | 6. Juli 1997       | Ringe               | Danemark           | Dyrskuepladsen                        | Midtfyns Festival            |
| 24                  | 8. Juli 1997       | Brescia             | Italien            | Stadio Mario Rigamonti                |                              |
| 25                  | 10. Juli 1997      | Neapel              | Italien            | Ex Italsider                          | Neapolis Festival            |
| 26                  | 11. Juli 1997      | Arbatax             | Italien            | Piazzale degli Scogli Rossi           | Rocce Rosse e Blues Festival |
| 27                  | 13. Juli 1997      | Frauenfeld          | Schweiz            | Pferderennbahn Frauenfeld             | Out in the Green Festival    |
| 28                  | 15. Juli 1997      | Madrid              | Spanien            | Sala Aqualung                         |                              |
| 29                  | 16. Juli 1997      | Saragossa           | Spanien            | Pabellón Príncipe Felipe              |                              |
| 30                  | 17. Juli 1997      | San Sebastián       | Spanien            | Velódromo de Anoeta                   |                              |
| 31                  | 19. Juli 1997      | Stratford-upon-Avon | England            | Long Marston Airfield                 | Phoenix Festival             |
| 32                  | 20. Juli 1997      | Stratford-upon-Avon | England            | Long Marston Airfield                 | Phoenix Festival             |
| 33                  | 22. Juli 1997      | Glasgow             | Schottland         | Barrowland Ballroom                   |                              |
| 34                  | 23. Juli 1997      | Manchester          | England            | Academy 1                             |                              |
| 35                  | 25. Juli 1997      | Malmö               | Schweden           | Mölleplatsen                          |                              |
| 36                  | 26. Juli 1997      | Stockholm           | Schweden           | Lida Friluftsområde                   | Lollipop Festival            |
| xx                  | 27. Juli 1997      | Danzig              | Polen              | Stadion Miejskiego Ośrodka            |                              |
| 37                  | 29. Juli 1997      | Lyon                | Frankreich         | Théâtre Antique de Fourvière          |                              |
| 38                  | 30. Juli 1997      | Juan-les-Pins       | Frankreich         | La Pinède Gould                       |                              |
| 39                  | 1. August 1997     | Birmingham          | England            | Que Club                              |                              |
| 40                  | 2. August 1997     | Liverpool           | England            | Roxal Court Theatre                   |                              |
| 41                  | 3. August 1997     | Newcastle upon Tyne | England            | Riverside                             |                              |
| 42                  | 5. August 1997     | Nottingham          | England            | Rock City                             |                              |
| 43                  | 6. August 1997     | Leeds               | England            | Town and Country Club                 |                              |
| 44                  | 8. August 1997     | Dublin              | Irland             | Olympia Theatre                       |                              |
| 45                  | 9. August 1997     | Dublin              | Irland             | Olympia Theatre                       |                              |
| 46                  | 11. August 1997    | London              | England            | Shepherd’s Bush Empire                |                              |
| 47                  | 12. August 1997    | London              | England            | Shepherd’s Bush Empire                |                              |
| 48                  | 14. August 1997    | Budapest            | Ungarn             | Óbudai-sziget                         | Sziget                       |
| Leg 2 – Nordamerika |                    |                     |                    |                                       |                              |
| 49                  | 6. September 1997  | Vancouver           | Kanada             | Plaza of Nations                      |                              |
| 50                  | 7. September 1997  | Seattle             | Vereinigte Staaten | Paramount Theatre                     |                              |
| 51                  | 9. September 1997  | San Francisco       | Vereinigte Staaten | Warfield Theatre                      |                              |
| 52                  | 10. September 1997 | Los Angeles         | Vereinigte Staaten | Hollywood Athletic Club               |                              |
| 53                  | 12. September 1997 | Universal City      | Vereinigte Staaten | Universal Amphitheatre                |                              |
| 54                  | 13. September 1997 | Universal City      | Vereinigte Staaten | Universal Amphitheatre                |                              |
| 55                  | 15. September 1997 | San Francisco       | Vereinigte Staaten | Warfield Theatre                      |                              |
| 56                  | 16. September 1997 | San Francisco       | Vereinigte Staaten | Warfield Theatre                      |                              |
| 57                  | 19. September 1997 | Chicago             | Vereinigte Staaten | The Vic Theatre                       |                              |
| 58                  | 21. September 1997 | Detroit             | Vereinigte Staaten | State Theatre                         |                              |
| 59                  | 22. September 1997 | Detroit             | Vereinigte Staaten | State Theatre                         |                              |
| 60                  | 24. September 1997 | Montréal            | Kanada             | Métropolis                            |                              |
| 61                  | 25. September 1997 | Montréal            | Kanada             | Métropolis                            |                              |
| 62                  | 27. September 1997 | Toronto             | Kanada             | The Warehouse                         |                              |
| 63                  | 28. September 1997 | Toronto             | Kanada             | The Warehouse                         |                              |
| 64                  | 30. September 1997 | Boston              | Vereinigte Staaten | Orpheum Theatre                       |                              |
| 65                  | 1. Oktober 1997    | Boston              | Vereinigte Staaten | Orpheum Theatre                       |                              |
| 66                  | 3. Oktober 1997    | Philadelphia        | Vereinigte Staaten | Electric Factory                      |                              |
| 67                  | 4. Oktober 1997    | Philadelphia        | Vereinigte Staaten | Electric Factory                      |                              |
| 68                  | 7. Oktober 1997    | Fort Lauderdale     | Vereinigte Staaten | Chili Pepper                          |                              |
| 69                  | 8. Oktober 1997    | Fort Lauderdale     | Vereinigte Staaten | Chili Pepper                          |                              |
| 70                  | 10. Oktober 1997   | Doraville           | Vereinigte Staaten | International Ballroom                |                              |
| 71                  | 12. Oktober 1997   | Washington, D.C.    | Vereinigte Staaten | Capitol Ballroom                      |                              |
| 72                  | 13. Oktober 1997   | New York City       | Vereinigte Staaten | Supper Club                           |                              |
| 73                  | 14. Oktober 1997   | Port Chester        | Vereinigte Staaten | Capitol Theatre                       |                              |
| 74                  | 15. Oktober 1997   | New York City       | Vereinigte Staaten | Radio City Music Hall                 |                              |
| 75                  | 17. Oktober 1997   | Chicago             | Vereinigte Staaten | Aragon Ballroom                       |                              |
| 76                  | 18. Oktober 1997   | St. Paul            | Vereinigte Staaten | Roy Wilkins Auditorium                |                              |
| 77                  | 23. Oktober 1997   | Mexiko-Stadt        | Mexiko             | Foro Sol                              |                              |
| Leg 3 – Südamerika  |                    |                     |                    |                                       |                              |
| 78                  | 31. Oktober 1997   | Curitiba            | Brasilien          | Pedreira Paulo Leminski               | Close-Up Planet Festival     |
| 79                  | 1. November 1997   | São Paulo           | Brasilien          | Pista de Atletismo do Ibirapuera      | Close-Up Planet Festival     |
| 80                  | 2. November 1997   | Rio de Janeiro      | Brasilien          | Metropolitan                          |                              |
| 81                  | 5. November 1997   | Santiago de Chile   | Chile              | Estadio Nacional                      | Santiago Rock Festival       |
| 82                  | 7. November 1997   | Buenos Aires        | Argentinien        | Estadio Arquitecto Ricardo Etcheverry |                              |

## Band
- David Bowie: Gesang, Gitarre, Saxophon
- Reeves Gabrels: Gitarre, Hintergrundgesang
- Gail Ann Dorsey: Bass, Keyboards, Gesang bei Under Pressure
- Zack Alford: Schlagzeug, Percussion
- Mike Garson: Keyboards, Hintergrundgesang